# Asesinato de Jennifer Laude
Jennifer Laude (Filipinas, 4 de noviembre de 1987 - Olóngapo, Filipinas; 11 de octubre de 2014) era una joven transexual filipina que fue asesinada a los 26 años por Joseph Scott Pemberton, ciudadano estadounidense y cabo primero del Cuerpo de Marines de los Estados Unidos en Olóngapo (Filipinas). Pemberton admitió haber agredido a Laude y desplegó una defensa de pánico trans en su juicio de 2015. Su cargo fue rebajado de asesinato a homicidio por un juez en 2015, y fue condenado el 1 de diciembre de ese año. El presidente de Filipinas Rodrigo Duterte le concedió el indulto absoluto en septiembre de 2020.
Este fue el segundo caso penal denunciado en el que estaba implicado un marine estadounidense en Filipinas en virtud del Acuerdo de Fuerzas Visitantes (AFV) entre Filipinas y Estados Unidos, y el primero desde el Acuerdo de Cooperación Reforzada en materia de Defensa (EDCA). El homicidio generó protestas en Filipinas por parte de grupos de defensa de los derechos de las personas transgénero y otros activistas.

## Asesinato
Jennifer Laude, una mujer trans filipina, conoció a Joseph Scott Pemberton, un cabo primero del Cuerpo de Marines de los Estados Unidos de New Bedford (Massachusetts), en el bar discoteca Ambyanz de Olóngapo la noche del 11 de octubre de 2014. Según la policía y testigos, posteriormente se dirigieron a Celzone Lodge, un motel cercano. Treinta minutos después de registrarse, Pemberton salió del motel, dejando la puerta de la habitación entreabierta. El personal encontró el cuerpo desnudo de Laude, parcialmente cubierto de cintura para abajo, con el cuello ennegrecido por las marcas de estrangulamiento y la cabeza en la taza del váter.
Los preservativos recuperados del cuarto de baño fueron sometidos a pruebas de ADN para determinar si el semen que contenían coincidía con el de Pemberton. Los expertos forenses del Laboratorio de Investigación Criminal del Ejército de los Estados Unidos determinaron que uno de los tres preservativos encontrados, así como el envoltorio de uno de ellos, contenían huellas dactilares de Pemberton. El ADN de los preservativos tampoco coincidía con el de Laude. La causa de la muerte fue «asfixia por ahogamiento». Pemberton admitió posteriormente que había asesinado a Laude tras enterarse de que era transexual.
Pemberton se encontraba en Filipinas para participar en ejercicios militares regulares. Su barco estaba atracado en Subic Bay Freeport, antigua sede de la base naval de la bahía de Súbic, en su día la mayor base de la Marina estadounidense fuera del país.

## Juicio y arresto
Tras la muerte de Laude, Pemberton fue detenido por la Marina estadounidense, primero a bordo de su barco y después en el interior de Camp Aguinaldo, el cuartel general de las Fuerzas Armadas de Filipinas, situado en Ciudad Quezon.
El 15 de diciembre de 2014, la Fiscalía de la ciudad de Olóngapo del Departamento de Justicia de Filipinas encontró causa probable para acusar a Pemberton de asesinato y ese día fue acusado de asesinato ante el Tribunal Regional de Primera Instancia de la sucursal 74 de la ciudad de Olóngapo. El fiscal decidió presentar cargos de asesinato debido a la «presencia de traición, crueldad y abuso de fuerza superior». Pemberton apeló la decisión del fiscal ante el Secretario de Justicia, pero la apelación fue denegada. El 23 de febrero de 2015, Pemberton compareció ante el tribunal de Olóngapo, declarándose inocente. Las audiencias previas al juicio comenzaron el 27 de febrero de 2015. El juicio por asesinato comenzó el 16 de marzo. En virtud de la VFA, los tribunales locales tienen un año para completar cualquier procedimiento judicial. Pemberton fue representado por Rowena Flores, y el juicio fue escuchado por la jueza Roline Ginez-Jabalde.
A los periodistas se les prohibió la entrada a la sala del tribunal y sus artículos se basaron en informes de segunda mano de los abogados de la familia Laude.
Los familiares de Laude dijeron que les habían ofrecido 21 millones de pesos filipinos (unos 468 000 dólares estadounidenses en aquel momento) si aceptaban rebajar la acusación de asesinato a homicidio. Julita Cabillan, madre de Laude, declaró que habían rechazado la oferta, ya que «ninguna cantidad de dinero podría pagar los años que pasé criando a mi hijo». Uno de los abogados de Pemberton, Benjamin Tolosa, insistió en que el equipo legal de Pemberton no había ofrecido dinero alguno, afirmando que «se ha insinuado que la demanda procedía de nosotros y eso es absolutamente falso. Es contrario a lo que ocurrió».
Los abogados de la familia Laude afirmaron que la fiscal, Emilie Fe de los Santos, había interpretado la declaración de la madre de Laude de que no abandonaría el caso aunque le ofrecieran un millón de dólares como una señal de que la familia estaba dispuesta a llegar a un acuerdo, e insistieron en que la fiscal había promovido esa idea con los abogados de la defensa.
Uno de los abogados de la familia Laude, Harry Roque, dijo a la prensa que el fiscal De los Santos le había prohibido asistir al juicio. La familia de Laude presentó una carta a la secretaria del Departamento de Justicia, Leila De Lima, solicitando que se asignara un nuevo fiscal, citando la negativa de los Santos a trabajar con los abogados privados de la familia. La acusación descansó el 30 de junio de 2015.
Pemberton admitió ante el tribunal haberse peleado con Laude, pero no haberla matado. Afirmó que actuó en «defensa propia» tras descubrir que Laude era transgénero.

### Decisión judicial
El 1 de diciembre de 2015, el Tribunal Regional de Primera Instancia de Olóngapo declaró a Pemberton culpable de homicidio, citando circunstancias atenuantes como que Laude no revelara su sexo biológico, y lo condenó a entre 6 y 12 años de cárcel. El tribunal afirmó que «el asesinato de Laude equivalía únicamente a homicidio» y no cumplía los requisitos para ser considerado asesinato. Pemberton, en opinión del tribunal, actuó por «pasión y ofuscación». El tribunal dictaminó que Pemberton «en el calor de la pasión, trabó a la fallecida con el brazo y le hundió la cabeza en el retrete». Harry Roque, abogado de la familia, no estuvo de acuerdo: «No es correcto que estas circunstancias atenuantes mostraran su fanatismo hacia una mujer transexual y que el fanatismo en sí fuera la razón por la que la mató». La madre de Laude, Julita Laude, tampoco estaba contenta, y dijo que creía que Pemberton era culpable de asesinato, aunque añadió: «Pero lo importante es que será encarcelado. La vida de mi hija no se ha desperdiciado».
Pemberton permaneció en Camp Aguinaldo y bajo el control de la Oficina Penitenciaria hasta que se resolvieron las apelaciones. Pemberton fue condenado a pagar multas a la familia Laude por un total de más de 4,5 millones de pesos filipinos: 50 000 pesos por indemnizaciones civiles, 4 320 000 pesos por pérdida de capacidad de ganancia, 155 250 pesos por gastos de funeral y entierro, 50 000 pesos por daños morales y 30 000 pesos por daños ejemplares.
En una sentencia emitida por el Olongapo RTC Branch 74 el 30 de marzo de 2016, el tribunal confirmó la condena de Pemberton, aunque redujo la pena máxima a 10 años desde los 12 años originales y también le denegó la libertad bajo fianza.

### Libertad anticipada e indulto absoluto
El 2 de septiembre de 2020, la Sección 74 del Tribunal Regional de Primera Instancia de la ciudad de Olóngapo concedió la moción parcial de reconsideración de Pemberton, liberándolo así de la cárcel. La juez Roline Ginez-Abalde dijo que Pemberton, entonces confinado en el Centro de Custodia de las Fuerzas Armadas de Filipinas en Camp Aguinaldo, en Ciudad Quezon, ya había cumplido una pena de cárcel de diez años, un mes y diez días a cuenta de su Asignación por Tiempo de Buena Conducta (GCTA) acumulada. El bando de Laude se opuso a la decisión diciendo: «Pemberton, que vive cómodamente y sólo tiene restringida su libertad, no puede alegar razonable y justificadamente buena conducta».
Cinco días más tarde, el 7 de septiembre, el entonces presidente Rodrigo Duterte concedió un indulto absoluto a Pemberton, justificado por su portavoz Harry Roque, que en su día fue asesor jurídico de la familia Laude. Antes de esto, Duterte había prometido a la familia Laude que no liberaría a Pemberton durante su presidencia. Roque creía que la decisión de Duterte de indultar a Pemberton era permitir a Filipinas acceder a las vacunas para la COVID-19 de fabricación occidental. El indulto, que fue condenado por la familia Laude, provocó la indignación de la comunidad LGBT, así como de personalidades de alto nivel, desde senadores hasta celebridades. El hashtag #JusticeForJenniferLaude llegó al primer puesto de las tendencias en las redes sociales, donde la mayoría de las publicaciones eran críticas con Duterte.
El indulto absoluto concedido por Duterte ha sido calificado de «grave injusticia para el pueblo filipino», «parodia de la soberanía y la democracia filipinas», «burla del sistema judicial y jurídico» y «venta descarada». El indulto también se ha analizado como un acto que «antepone los intereses del gobierno estadounidense a las demandas de justicia y rendición de cuentas del pueblo filipino». La abogada de Pemberton afirmó posteriormente que su cliente «siempre quiso disculparse» ante la familia de Laude. Es contrario a lo que ocurrió». Los abogados de la familia Laude afirmaron que la fiscal Emilie Fe de los Santos había interpretado la declaración de la madre de Laude de que no abandonaría el caso aunque le ofrecieran un millón de dólares como una señal de que la familia estaba dispuesta a llegar a un acuerdo, e insistieron en que la fiscal había promovido esa idea con los abogados de la defensa. Uno de los abogados de la familia Laude, Harry Roque, dijo a la prensa que el fiscal De los Santos le había prohibido asistir al juicio. La familia de Laude presentó una carta a la secretaria del Departamento de Justicia, Leila De Lima, solicitando que se asignara un nuevo fiscal, citando la negativa de los Santos a trabajar con los abogados privados de la familia. La acusación descansó el 30 de junio de 2015.

## Reacciones
El caso ahondó en la posibilidad de dañar las relaciones bilaterales entre Filipinas y los Estados Unidos. El VFA, complementado por el EDCA y por las maniobras militares anuales conocidas como Balikatan, fue sometido a un mayor escrutinio al organizarse varias protestas en Filipinas y Estados Unidos pidiendo al gobierno de Manila cancelar ambos acuerdos.
Este fue el segundo caso penal del que se tenía noticia en el que estaba implicado un marine estadounidense en Filipinas en virtud del VFA. En 2005, cuatro marines fueron juzgados en Filipinas por violación en lo que se conoció como el caso de la violación de Súbic. Tres fueron absueltos en el juicio y el cuarto fue condenado en el juicio pero posteriormente absuelto en apelación después de que la víctima, «Nicole», se retractara de su testimonio diciendo que la violación nunca había ocurrido y emigrara inmediatamente a Estados Unidos.
Activistas por los derechos de los transexuales y el grupo de izquierda Bagong Alyansang Makabayan protestaron por lo que consideraron un «trato especial» de las tropas estadounidenses, como Pemberton, en Filipinas, en comparación con el trato de ciudadanos de segunda clase que reciben los filipinos, como Laude, en su propia tierra, lo que calificaron de neocolonialismo. El Partido Comunista de Filipinas condenó la negativa de Estados Unidos a entregar la custodia completa de Pemberton a las autoridades filipinas y pidió la abolición del VFA, que el partido consideró sesgado a favor de los intereses militares estadounidenses y violatorio de la soberanía filipina. El grupo comunista también consideró que el gobierno se negó a hacer valer plenamente la plena jurisdicción sobre el caso.